# Stomopteryx wollastoni
Stomopteryx wollastoni is een vlinder uit de familie van de tastermotten (Gelechiidae). De wetenschappelijke naam van de soort is voor het eerst geldig gepubliceerd in 1894 door Walsingham.